# Tălpaș (gmina)
Tălpaș – gmina w Rumunii, w okręgu Dolj. Obejmuje miejscowości Moflești, Nistoi, Puținei, Soceni i Tălpaș. W 2011 roku liczyła 1262 mieszkańców.